# Oecetis radonensis
Oecetis radonensis là một loài Trichoptera trong họ Leptoceridae. Chúng phân bố ở miền Australasia.